# لطف‌الله مفخم‌پایان
لطف‌الله مفخم‌پایان (زادهٔ ۱۲۹۴ – درگذشتهٔ ۱۷ دی ۱۳۶۲) موسیقی‌دان، آهنگساز و نوازندهٔ اهل ایران بود.

## زندگی‌نامه
لطف‌الله مفخم‌پایان (یزدان‌مهر) در سال ۱۲۹۴ در تهران متولد شد. او پس از تحصیلات ابتدایی در مدرسه علمیه، در سال ۱۳۱۸ تحصیلات دوره متوسطه را در دارالفنون به پایان برد. در سال ۱۳۲۱ با اخذ مدرک لیسانس در رشته‌های باستان‌شناسی، تاریخ و جغرافیا از دانشسرای عالی فارغ‌التحصیل شد. او در نوجوانی چهار سال نزد ابوالحسن صبا به فراگیری ویلن و سنتور پرداخت و مدتی نیز از آموزش‌های روح‌الله خالقی بهره برد. مفخم‌پایان، ردیف و نت قطعات ابوالحسن صبا را به چاپ رساند. وی همچنین سرودهای مدارس ایران را تنظیم، تدوین و به نگارش درآورد.
او تحصیلات دانشگاهی خود را در رشتهٔ جغرافیا در دانشگاه سوربن پاریس ادامه داد و مدرک دکترای خود را دریافت کرد. وی از سال ۱۳۲۹ در دانشگاه تبریز و پس از آن در دانشگاه مشهد به تدریس مشغول شد. او که در سازمان جغرافیایی ارتش خدمت می‌کرد، ۴۵ جلد کتاب دربارهٔ آب و رودهای ایران نگاشت مفخم پایان، هنگامی که در پاریس اقامت داشت، چندین برنامهٔ تکنوازی به منظورِ شناساندن ردیف‌ها و گوشه‌های موسیقی ایرانی برگزار کرد. مقالات او در چهار شمارهٔ مجله‏ «جهان‌شناسی» دانشگاه مشهد در سال ۱۳۴۰ منتشر شد.

## آثار
از جمله آثار لطف‌الله مفخم‌پایان، می‌توان به کتاب‌های زیر اشاره کرد:
- ردیف ویلن ابوالحسن صبا (۱۳۲۱ تا ۱۳۲۵)
- هجده قطعه پیش‌درآمد برای ویلن، از استادان مختلف موسیقی (۱۳۲۵)
- ترانه‌های ملی، شامل ۲۲ قطعه تصنیف و قطعات ضربی از بزرگان موسیقی و شاعران معاصر (۱۳۲۶)
- ۲۵ قطعه ضربی، شامل آهنگ‌های گوناگون (۱۳۲۷)
- سرودهای آموزشگاه‌ها، شامل ۳۲۵ قطعه سرود مدارس (۱۳۲۸)
- ۶ آهنگ محلی دشت باوی و تئوری موسیقی (۱۳۲۹)
- گام‌های ایران (شور، چهارگاه و همایون)، نگارش احمدفروتن راد (۱۳۳۵)
- فرهنگ آبادی‌های ایران (۱۳۳۹)
- دریای مازندران (متن فرانسه، ۱۳۴۷)
- مرداب انزلی (متن فرانسه، ۱۳۴۷)
- رودهای عمده گیلان (متن فرانسه، ۱۳۴۷)
- فرهنگ کوه‌های ایران (۱۳۵۲)
- فرهنگ رودهای ایران (۱۳۵۳)

## شاگردان
از جمله شاگردان لطف‌الله مفخم‌پایان می‌توان به حبیب‌الله بدیعی، محمود تاجبخش، اصغر ساسان اشاره کرد.

## درگذشت
لطف‌الله مفخم‌پایان در ۱۷ دی سال ۱۳۶۲ درگذشت و در بهشت زهرا به خاک سپرده شد.